# Чавдар Драгойчев
Чавдар Цолин Драгойчев (24 декември 1925 — 2 юли 2000) е български лекар, кардиохирург и член-кореспондент на БАН.

## Биография
Роден е на 24 декември 1925 г. в Пловдив. Син е на Цола Драгойчева.
През 1952 г. Драгойчев завършва медицина в Москва. След това специализира в Москва, Париж и Лондон. От 1961 г. е доцент, а от 1969 г. е професор по сърдечно-съдова хирургия.
В периода 1974-1977 г. е ръководител на Клиниката по сърдечна хирургия, а от 1977 до 1985 г. е директор на Националния институт по сърдечно-съдови заболявания. От 1962 г. е член на Световната кардиохирургична асоциация.
Никога не се жени и няма деца. След неговата смърт някои биографии и източници, измежду които вестник 24 часа, заявяват, че Драгойчев е гей.
Чавдар Драгойчев умира на 74 години на 2 юли 2000 г. в София.